# Скални манастири по Шуменското плато
Скалните манастири по Шуменското плато представляват комплекс от разпръснати средновековни скални манастири, църкви и монашески килии обитавани от монаси исихасти през XII – XIV в. Те са изградени в скалните венци на Шуменското плато.

## Разположение
Скалните манастири са разположени по южните и югоизточните склонове на Шуменското плато и са издълбани във варовиковите му скали. Достъпни пеша по маркирани пътеки са Хан-Крумският, Костадиновият и Дивдядовските скални манастири. Достъпът до някои от манастирите не е обезопасен и е възможен само за хора, практикуващи скално катерене. Осмарските манастири се намират в местността Осмарски боаз северно от село Осмар, два се намират в Троицкия боаз над село Троица, Хан-Крумският манастир се намира в Калугер боаз, Дивдядовският – над кв. Дивдядово на гр. Шумен.

## Исторически сведения
Скалните манастири представляват забележителни паметници, свързани с религиозния, културния и просветния живот от времето на Второто Българско царство. Предполага се, че манастирите са възникнали в периода XII – XIV в. успоредно с възникването и разпространението на исихастко учение в средновековна България. В тях са  се уединявали монаси отшелници. Изграждани са в меките варовикови скали, които освен лесни за обработка са и податливи на рушене от природата. Поради тази причина днес в скалните пещери почти липсват следи от стенописи. Предполага се, че монасите са достигали до тях посредством въжени стълби. Първите проучвания тук са извършени от Карел Шкорпил.

## Манастири и църкви

### Осмарски манастири
Намират се на около 3 km северно от село Осмар в живописния Осмарски боаз, през който протича Осмарската река. От изток долината е оградена от стръмните и скалисти склонове на Четика баир, а от запад се намират полегатите и гористи склонове на Кочовския дял на Шуменското плато. Манастирите се намират на стръмен скалист склон в дъното на боаза, който е наричан от местните жители Манастирска долина. Тези манастири са едни от най-известните и посещавани от туристи поради най-лесния достъп към тях. В боаза над Осмар има множество чешми и места за отдих и пикник.

#### Костадинов манастир
Най-големият и най-запазен от манастирите е Костадиновият манастир. Издълбан е на височина около 8 – 10 метра в отвесна скала. През есента на 2011 г. е изградена метална стълба на мястото на старата дървена, посредством която е улеснен достъпът до него. Предполага се, че манастирът се е наричал „Св. св. Константин и Елена“. В него още могат да бъдат забелязани олтар и фрагменти от стенописи. Състои се от две отделения. Източното представлява църква с почти квадратна форма. Западното е с неправилна форма, има множество ниши, жлебове, монашески гроб и изсечени в скалата нарове.
На върха на скалата на Костадиновия манастир се намира интересно природно образувание, наречено „Окото“ или „Халката“

#### Диреклията
На около сто метра югоизточно от Костадиновия манастир е разположена друга скална обител известна с името Диреклията. Причината, за да бъде наречен така е, че при входа му е издялан стълб, наричан с турската дума дирек. Църквата е на 10 метра от земята и е непристъпна без съоръжения.

#### Други
На югоизток от Диреклията има скална обител с форма на подкова. В местността „Осмарските колонии“ в близост до хижа „Букаците“ е открит скален манастир с частично запазени стенописи.

### Троицки манастири
Разположени са на около 2,5 km в Троицкия боаз северозападно от село Троица. Единият от тях е издълбан в скала с името „Момина скала“ или „Момата“. В него е открита плоча с надпис със следния текст:
| „ | ...писах аз граматик Андрея, месец априля... | “ |

Следва нечетлив подпис и дата. Близо до надписа са изрязани изображения на човек, брадва и кръст.
Вторият манастир е съставен от две отделения и запазени жлебове по пода и стените.

### Хан-Крумски манастир
Разположен е в близост до село Хан Крум, в западния склон на Калугеровия боаз. За неговото изграждане е използвана естествена пещера, която допълнително е дообработена. Съставен е от 3 помещения, като едно от тях представлява църква с добре оформен олтар. Изкачването до него се извършва по изсечена в скалата вита стълба.

### Дивдядовски манастир
Този манастир е разположен на югоизточния склон на платото. Достъпът до него е труден и опасен. Съставен е от повече от десет скални килии, част от които са поместени в хоризонтална вдлъбнатина. Според легендата е обитаван от подивял старец – „див дядо“, вероятно монах. Изразът дава името на селото в подножието му Дивдядово, днес квартал на град Шумен.

### Други скални манастири, църкви и килии
По източните склонове (Йълдъз табия) на платото да открити скални килии, издълбани в естествени вдлъбнатини и обширна пещера с допълнителна изкуствена обработка. Непосредствено под Шуменската крепост има още такива скални килии. Част от тях са издълбани в скалата, а други са изграждани пред нея. Личат жлебове, ниши, дупки и гнезда на греди поддържащи дървена конструкция.